# Eláteia (ort i Grekland, Grekiska fastlandet)
Eláteia (Elateia) är en ort i Grekland.   Den ligger i prefekturen Fthiotis och regionen Grekiska fastlandet, i den centrala delen av landet, 110 km nordväst om huvudstaden Aten. Eláteia ligger 189 meter över havet och antalet invånare är 2 372.
Terrängen runt Eláteia är kuperad.Runt Eláteia är det glesbefolkat, med 20 invånare per kvadratkilometer. Närmaste större samhälle är Amfíkleia, 15,1 km väster om Eláteia. Trakten runt Eláteia består till största delen av jordbruksmark.